# 177770 Saulanwu
177770 Saulanwu è un asteroide della fascia principale. Scoperto nel 2005, presenta un'orbita caratterizzata da un semiasse maggiore pari a 2,5188233 au e da un'eccentricità di 0,1158879, inclinata di 1,78264° rispetto all'eclittica.